# Viktor Ravasz
Viktor Ravasz (Kunov, 5 maggio 1887 – Petrova Ves, 12 settembre 1957) è stato un politico slovacco che fra le due guerre mondiali fu deputato e senatore per il Partito Popolare Slovacco di Hlinka.

## Biografia
Alle elezioni parlamentari del 1925 ottenne un seggio da deputato all'Assemblea nazionale cecoslovacca. Ottenne la riconferma del mandato nelle elezioni parlamentari del 1929. Fu notaio a Levice.
Nel 1923 divenne uno dei quattro vicepresidenti del suo partito e nel 1926 entrò a far parte del direttorio di cinque persone a capo del partito, durante un viaggio all'estero di Andrej Hlinka.
In seguito entrò nella camera alta del parlamento. Alle elezioni parlamentari del 1935 conseguì sempre per il Partito Popolare Slovacco di Hlinka un seggio da senatore all'Assemblea nazionale. Fu membro del senato fino al 1939, anno della dissoluzione della Prima Repubblica cecoslovacca. Nel 1935 si diffusero voci che appartenesse a una corrente interna del partito che si opponeva ad Andrej Hlinka. Nel settembre del 1935 fu espulso dal partito e, a causa della pratica del mandato vincolato, fu minacciato della privazione del suo seggio senatoriale. Ravasz prese le distanze dalla sua attività di corrente e riuscì a mantenere il suo mandato. Anche suo fratello Štefan Ravasz fu coinvolto nell'opposizione a Hlinka.
Durante la Prima repubblica slovacca fu nominato presidente del Consiglio di Stato. Dopo la guerra fu imprigionato dalle autorità cecoslovacche, ma in breve tempo, senza processo, fu scarcerato.